# يفغيني تشيرنوف
يفغيني تشيرنوف (الروسية: Евгений Александрович Чернов) هو لاعب كرة قدم روسي في مركز الدفاع، ولد في 23 أكتوبر 1992 في تومسك في روسيا. لعب مع توم تومسك وزينيت سانت بطرسبرغ ونادي أورينبورغ ونادي توسنو.

## وصلات خارجية
- يفغيني تشيرنوف على موقع الاتحاد الأوربي (الإنجليزية)
- يفغيني تشيرنوف على موقع قاعدة بيانات كرة القدم.إي يو (الإنجليزية)
- يفغيني تشيرنوف على موقع Soccerway.com (الإنجليزية)
- يفغيني تشيرنوف على موقع عالم كرة القدم.نت (الإنجليزية)